# Мясников, Михаил Анатольевич
Михаи́л Анато́льевич Мяснико́в (23 апреля 1975 — 6 декабря 2008) — офицер Управления «В» («Вымпел») Центра специального назначения Федеральной службы безопасности Российской Федерации, подполковник, погибший при проведении контртеррористической операции в Махачкале в декабре 2008 года. Герой Российской Федерации (2009).

## Биография
Михаил Мясников родился 23 апреля 1975 года в городе Сельцо Брянской области. Окончил среднюю школу, после чего поступил в Голицынское высшее пограничное военно-политическое училище, которое окончил в 1996 году. Прошёл специальную подготовку на Северном Кавказе, стал мастером спорта по скалолазанию. Первоначально служил начальником пограничных застав в Дагестане и Чечне, затем поступил на службу в Управление «В» («Вымпел») ЦСН ФСБ России.
В составе группы «Вымпел» Мясников активно участвовал в операции по освобождению заложников, захваченных террористами в школе № 1 города Беслана 1 сентября 2004 года. 6 декабря 2008 года во время спецоперации в Махачкале, Дагестан, Мясников накрыл собой брошенную боевиком гранату, ценой своей жизни предотвратив гибель своих товарищей. Похоронен на Николо-Архангельском кладбище г. Москвы.
Закрытым указом Президента Российской Федерации от 3 февраля 2009 года за «мужество и героизм, проявленные при выполнении специального задания» подполковник Михаил Мясников посмертно был удостоен звания Героя Российской Федерации. Также был награждён орденом Мужества и рядом медалей.                                                                                                                                                                                                                                                      

## Память
- В честь Мясникова названа школа в городе Сельцо[1].
- 8 ноября 2019 года вышла почтовая марка, посвящённая Герою России Михаилу Мясникову. Тираж 85 тыс. экз. Художник В. Бельтюков. Также АО «Марка» издан конверт первого дня и изготовлены штемпеля  специального гашения для Москвы, Санкт-Петербурга, Брянска, Екатеринбурга и Оренбурга.